# You Must Love Me
"You Must Love Me" je prvi singl američke pjevačice Madonne sa soundtracka Evita za istoimeni film. Pjesma je 1997. osvojila Oscara. Kao singl je izdana u listopadu 1996.

## O pjesmi
Pjesma je jedina koja nije bila uključena u originalnu verziju mjuzikla. Napisali su je Tim Rice i Andrew Lloyd Webber nakon 13 godina odkada su radili zajedno. Pjesma je napisana za film jer su se tražile neke promjene u zadnjim scenama, a na kazališne daske se pjesma uvrstila tek u lipnju 2006. u Londonu.
Pjesma je u ožujku 1997. dobila nagradu Akademije filmskih umjetnosti i znanosti, Oscara, za "najbolju pjesmu". Madonna je uživo i izvela pjesmu na samoj dodjeli. Pjesma je osvojila i Zlatni Globus, također u kategoriji "najbolje pjesme".
Pjesma je vratila Madonnu u Top 10 na britanskoj ljestvici s prodanih 90.428 kopija. To je bio i početak osmogodišnjeg Madonninog boravka u Top 10 sve do pjesme "Love Profusion" iz 2004. Pjesma je bila hit i u Sjedinjenim Državama, gdje je dospjela na #18.
Na koncertnim turnejama, Madonna je prvi i zasada jedini put izvela pjesmu na Sticky & Sweet Tour 2008.

## Verzije pjesme
- Album Version (2:50)
- Single Version (3:09)
- Orchestral Version (Evita end credits) (4:27)
- Radio Edit (2:22)

## Na ljestvicama
| Ljestvica (1996)                             | Pozicija |
| -------------------------------------------- | -------- |
| Australija                                   | 11       |
| Belgija                                      | 50       |
| Europa                                       | 29       |
| Finska                                       | 11       |
| Francuska                                    | 41       |
| Irska                                        | 21       |
| Italija                                      | 4        |
| Japan                                        | 5        |
| Kanada                                       | 2        |
| Švedska                                      | 49       |
| Švicarska                                    | 43       |
| Ujedinjeno Kraljevstvo                       | 10       |
| U.S. Billboard Hot 100                       | 18       |
| U.S. Billboard Hot 100 Airplay               | 25       |
| U.S. Billboard Hot Adult Contemporary Tracks | 15       |
| U.S. ARC Weekly Top 40                       | 6        |